# 扎克瑞·戈登
扎克瑞·戈登（英語：Zachary Gordon，1998年2月15日—）是美國的一位演員。他從8歲就開始出演電視劇和電影，是一位童星。戈登出生並且成長在南加利福尼亞。他也獲得過2008年的青年藝術家獎。

## 外部連結
- 官方网站